# Ali Rial
Ali Rial (Zemmouri, 26 maart 1980) is een Algerijns voormalig voetballer die als verdediger speelde.

## Clubcarrière
Rial begon in zijn geboorteplaats en brak door bij USM Alger. Sinds 2010 speelde hij voor JS Kabylie waar hij aanvoerder werd en waarmee hij in 2011 de Beker van Algerije won en in 2014 de finale daarvan verloor. In 2017 stopte hij.

## Interlandcarrière
Sinds 2010 werd Rial geregeld opgenomen in de selectie voor het Algerijns voetbalelftal maar hij debuteerde niet. Wel speelde hij in januari 2013 in een officieuze wedstrijd tegen de Zuid-Afrikaanse club Platinum Stars. Hij maakte deel uit van de selectie op het Afrikaans kampioenschap voetbal 2013. Door bondscoach Vahid Halilhodžić werd Rial op 12 mei 2014 opgenomen in de voorlopige selectie voor het wereldkampioenschap voetbal 2014.